# In i dimman (låt)
In i dimman är en låt framförd av musikduon Medina i Melodifestivalen 2022. Låten som deltog i den fjärde deltävlingen, gick direkt vidare till final. I finalen slutade de på en tredjeplats med 109 poäng.
Låten är skriven av duon själva, Anderz Wrethov, Jimmy Thörnfeldt och Dino Medanhodzic.

## Listplaceringar
| Lista (2022)                | Topp- placering |
| --------------------------- | --------------- |
| Sverige (Sverigetopplistan) | 4               |